# Eyralpenus intensa
Eyralpenus intensa là một loài bướm đêm thuộc phân họ Arctiinae, họ Erebidae.